# Przytulia

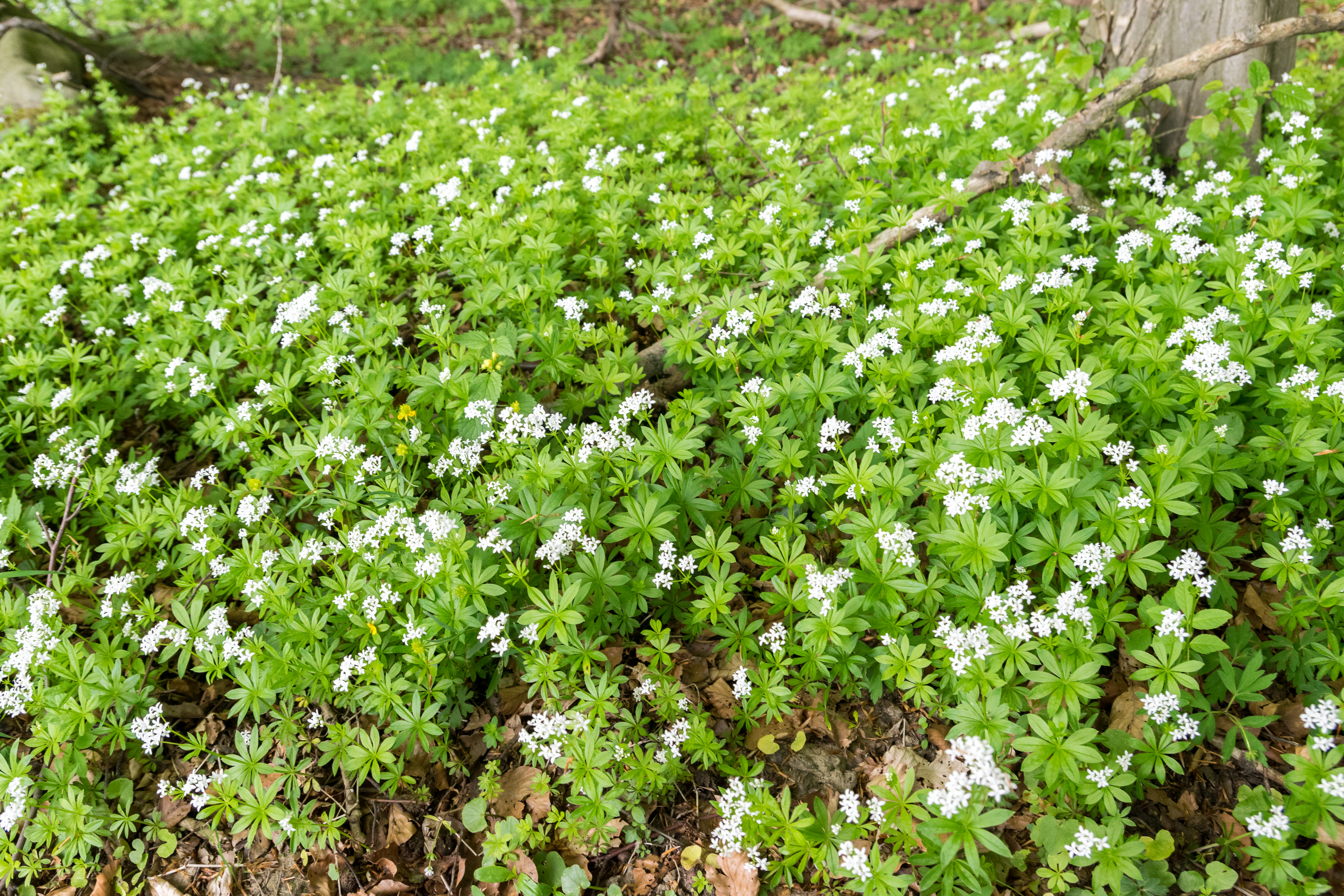
Przytulia wonna

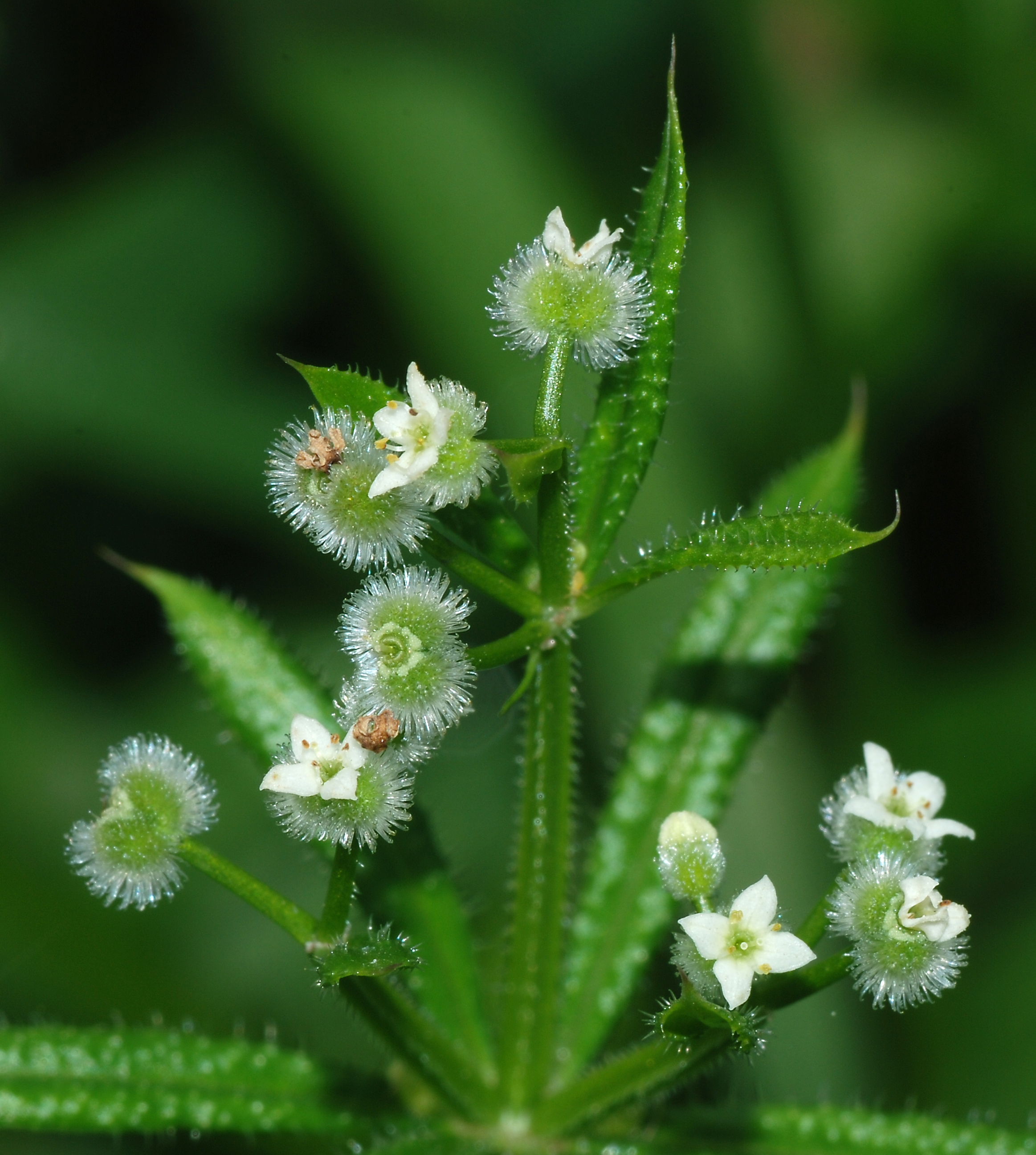
Przytulia czepna

Przytulia (Galium L.) – rodzaj roślin z rodziny marzanowatych. Należy do niego ponad 600 gatunków. Rośliny szeroko rozprzestrzenione na świecie, zwłaszcza w strefie zwrotnikowej i umiarkowanej, ale też arktycznej, w tropikach występują głównie na obszarach górskich. 145 gatunków występuje w Europie, 100 w Turcji. W Polsce 22 gatunków z tego rodzaju występuje jako taksony rodzime, cztery lub pięć (G. rubioides ma niepewny status) dalszych są zadomowionymi antropofitami, kilka przejściowo dziczeje.

## Morfologia i biologia
PokrójRośliny jednoroczne lub byliny, czasem drewniejące u nasady (półkrzewy). Pędy zwykle wiotkie, zazwyczaj pokładające się lub wspinające, osiągające do 3 m długości. Pędy często szorstkie i czepne z powodu haczykowatych włosków.
LiścieNaprzeciwległe, wraz z liściopodobnymi przylistkami zebrane w okółki po 4–6 lub więcej. Zwykle siedzące, rzadko krótkoogonkowe. Zwykle z pojedynczą wiązką przewodzącą, czasem z większą ich liczbą lub użyłkowate pierzasto.
KwiatySkupione w szczytowe lub wyrastające w kątach górnych liści wierzchotki dwuramienne, tworzące kwiatostany złożone wiechokształtne lub główkokształtne, rzadko kwiatostany silnie zredukowane, nawet i do pojedynczych kwiatów. Przysadek zwykle brak, zwłaszcza na dalszego rzędu rozgałęzieniach kwiatostanu. Brak podkwiatków. Kwiaty są zwykle obupłciowe, rzadko jednopłciowe i najczęściej drobne. Działki kielicha cztery, bardzo drobne lub całkiem zredukowane. Płatki korony cztery, rozpostarte kołowo, rzadko lejkowate lub dzwonkowate. Koloru białego, żółtego, zielonkawego, rzadziej różowe, czerwone do ciemnoczerwonych. Pręciki w takiej samej liczbie jak płatki korony – cztery (rzadko 3 lub 5), zrośnięte z płatkami u ich nasady. Zalążnia z dwóch komór złożona, jajowata, podługowata lub kulista, naga do brodawkowanej i owłosionej haczykowatymi włoskami. Słupek o znamieniu rozwidlonym.
OwoceNa szypułkach czasem wydłużających się w czasie owocowania. Rozłupnia rozpadająca się na dwie jednonasienne rozłupki, kulistawe do podługowatych, nagie lub okryte włoskami, także haczykowatymi. Owoce zwykle suche, czasem gąbczaste lub jagodopodobne.

## Systematyka
Rodzaj z rodziny marzanowatych Rubiaceae, w obrębie której reprezentuje podrodzinę Rubioideae i plemię Rubieae. Rodzaj problematyczny, ponieważ wyróżniony został w stosunku do innych z plemienia na podstawie cech morfologicznych, podczas gdy filogeneza całej grupy dzieli ją na linie rozwojowe, w których cechy uznawane dotąd za diagnostyczne nie odzwierciedlają wspólnego pochodzenia. Karol Linneusz wyróżnił rodzaj Galium od przedstawicieli rodzaju marzanka Asperula na podstawie jednej cechy morfologicznej – istnienia rurki w kwiecie lejkowatym lub dzwonkowatym u Asperula i niemal płaskiej korony u Galium. Ponieważ cecha ta nie odpowiada relacjom filogenetycznym, część gatunków została przeniesiona między tymi rodzajami (np. dawna marzanka wonna Asperula  odorata L. to obecnie przytulia wonna Galium odoratum (L.) Scop.). Z kolei rodzaj przytulinka Cruciata wyodrębniony został na podstawie takich cech jak wytwarzanie kwiatostanów tylko w kątach liści w węzłach środkowych i dolnych pędu (wierzchołek pędu jest wegetatywny – u przytulii kwiatostany rozwijają się na szczycie pędu i w kątach górnych liści), poza tym u roślin tych kwiatostan nie jest dłuższy od międzywęźla i liści, co występuje u przedstawicieli rodzaju Galium. Niezależnie od braku odzwierciedlenia relacji filogenetycznych przez podział na rodzaje w obrębie plemienia – utrzymywana jest w jego obrębie tradycyjna klasyfikacja.
Gatunki flory Polski
Pierwsza nazwa naukowa według listy krajowej, druga – obowiązująca według bazy taksonomicznej Plants of the World online (jeśli jest inna)
- przytulia bagienna Galium uliginosum L.
- przytulia biała Galium album Mill.
- przytulia błotna Galium palustre L.
- przytulia cukrowa Galium saccharatum All. ≡ Galium verrucosum Huds. – efemerofit
- przytulia czepna Galium aparine L.
- przytulia fałszywa Galium spurium L. – antropofit zadomowiony
- przytulia hercyńska Galium saxatile L.
- przytulia krakowska Galium cracoviense Ehrens
- przytulia lepczyca Galium rivale (Sibht & Sm.) Griseb.
- przytulia leśna Galium sylvaticum L.
- przytulia nierównolistna Galium anisophyllon Vill.
- przytulia okrągłolistna Galium rotundifolium L.
- przytulia pospolita Galium mollugo L.
- przytulia północna Galium boreale L.
- przytulia rozesłana Galium humifusum M. Bieb. – efemerofit
- przytulia ruska Galium ruthenicum Willd. ≡ Galim verum subsp. verum
- przytulia Schultesa Galium schultesii Vest ≡ Galium intermedium Schult.
- przytulia sina, marzanka sina Galium glaucum L. – antropofit zadomowiony
- przytulia stepowa Galium valdepilosum Heinr. Braun
- przytulia sudecka Galium sudeticum Tausch
- przytulia szerokolistna Galium rubioides L.
- przytulia szorstkoowockowa Galium pumilum Murray.
- przytulia śródziemnomorska Galium parisiense L. – efemerofit
- przytulia turyńska Galium taurinum (L.) Scop. ≡ Asperula taurina L. – antropofit zadomowiony[10]
- przytulia trójdzielna Galium trifidum L.
- przytulia trójrożna Galium tricornutum Dandy – antropofit zadomowiony
- przytulia wielkoowockowa Galium verrucosum Huds. – efemerofit
- przytulia Wirtgena Galium wirtgenii F.W. Schultz ≡ Galium verum subsp. wirtgenii (F.W.Schultz) Oborny
- przytulia właściwa Galium verum L.
- przytulia wonna Galium odoratum (L.) Scop.
- przytulia wydłużona Galium elongatum C. Presl